# Meleșkî, Mostîska
Meleșkî (în ucraineană Мелешки) este un sat în comuna Malniv din raionul Mostîska, regiunea Liov, Ucraina.

## Demografie
Componența lingvistică a localității Meleșkî
     Ucraineană (100%)
Conform recensământului din 2001, toată populația localității Meleșkî era vorbitoare de ucraineană (100%).